# Desmognathus imitator
Desmognathus imitator är en groddjursart som beskrevs av Dunn 1927. Desmognathus imitator ingår i släktet Desmognathus och familjen lunglösa salamandrar. IUCN kategoriserar arten globalt som livskraftig. Inga underarter finns listade i Catalogue of Life.